# Éloi Tassin
Éloi Tassin (Vay, 6 de juny de 1912 - les Sables d'Olonne, 17 d'agost de 1977) era un ciclista francès que fou professional entre 1938 i 1951. En el seu palmarès destaca el Campionat de França en ruta de 1945 i dues etapes del Tour de França, el 1939 i 1947.

## Palmarès
- 1939
  - 1r del Circuit de l'Indre
  - Vencedor d'una etapa del Tour de França
- 1945
  -  Campió de França en ruta
  - 1r al GP Ouest France-Plouay
  - 1r de la París-Limoges
  - 1r al Gran Premi de les Nacions
  - 1r de la Manche-Océan
- 1947
  - 1r del Gran Premi Yverdon
  - Vencedor d'una etapa del Tour de França
- 1948
  - 1r al GP Ouest France-Plouay
  - 1r del Gran Premi d'Alger
- 1949
  - 1r de la París-Montceau les Mines

### Resultats al Tour de França
- 1938. Abandona (9a etapa)
- 1939. 32è de la classificació general i vencedor d'una etapa
- 1947. 37è de la classificació general i vencedor d'una etapa
- 1948. Abandona (3a etapa)
- 1949. Abandona (4a etapa)